# Pagadian

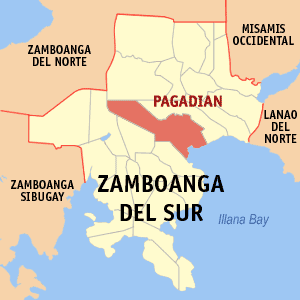
Miasto Pagadian na mapie prowincji Zamboanga del Sur

Pagadian – miasto portowe na Filipinach, na wyspie Mindanao. W 2000 r. miasto to na powierzchni 333,8 km² zamieszkiwało 162 515 osób.